# Barata-oriental
Blatta orientalis, comummente conhecida como barata-oriental, barata-nua, ou simplesmente barata (não confundir com as demais espécies do género Blatta que com esta partilham este nome comum), é uma barata cosmopolita, de hábitos domésticos e com coloração que pode variar entre o negro e o castanho-escuro.

## Etimologia
Quanto ao nome científico desta espécie:
- O nome genérico, Blatta, provém do latim e era o termo usado para designar uma infinidade de insectos fotófobos[6], incluindo baratas e traças.[7]

- O epíteto específico, orientalis, também provém do latim, ŏrĭentālis, e significa «oriental; que vem de Leste».[8]

## Descrição
Uma característica marcante da espécie é o seu dimorfismo sexual acentuado. Com efeito, o macho pode medir aproximadamente entre 18 a 29 milímetros de comprimento, contando com um par de asas castanhas-escuras, que lhe cobrem dois terços do abdómen, exibindo um formato corporal mais estreito.
A fêmea, por sua vez, pode medir entre em cerca de 20 a 30 milímetros de comprimento, está dotada de asas pequenas e incolores, contando um formato de corpo mais volumoso.

### Locomoção
Sendo certo que, no mais, estes insectos são fundamentalmente corredores, é facto que, graças às suas grandes asas, os machos também são capazes de realizar voos curtos, com distâncias entre 2 a 3 metros. Comparativamente com outras espécies de baratas, as baratas-orientais são as que se deslocam mais lentamente. 

### Reprodução
Durante o período reprodutivo, as fêmeas depositam uma ooteca que pode conter até 16 ovos, sendo que a eclosão, por seu turno, ocorre no período de 2 meses.

## Distribuição
Sendo certo que a barata-oriental é originária do continente europeu, o facto é que, mercê da sua capacidade de adaptação, a mesma atingiu uma distribuição cosmopolita.

### Ecologia
Esta espécie costuma preferir locais escuros e húmidos, como caves, bueiros ou esgotos. Além disso, mercê da sua natureza detritívora, também se encontra amiúde em espaços como abundância de resíduos orgânicos em decomposição, quer em ambientes com ampla vegetação, como debaixo de folhas e mantas, mas também em ambientes urbanos ou pautados pela presença humana, como lixeiras.
Sendo certo que privilegia locais quentes, demonstra considerável resistência ao frio.